# Poa scabrivaginata
Poa scabrivaginata är en gräsart som beskrevs av Oscar Tovar. Poa scabrivaginata ingår i släktet gröen, och familjen gräs. Inga underarter finns listade i Catalogue of Life.